# Mens Sana Basket 2004-2005
Questa voce raccoglie le informazioni riguardanti la Mens Sana Basket nelle competizioni ufficiali della stagione 2004-2005.

## Stagione
La stagione 2004-2005 della Mens Sana Basket, sponsorizzata Montepaschi, è la 19ª nel massimo campionato italiano di pallacanestro, la Serie A.
All'inizio della nuova stagione la Lega Basket decise di modificare il regolamento riguardo al numero di giocatori extracomunitari consentiti per ogni squadra che così passò a tre.
Ad aprile Benjamin Eze ottiene la cittadinanza italiana, non occupando così più un posto per i giocatori extracomunitari.

## Roster
Aggiornato al 22 dicembre 2021.
| Montepaschi Siena 2004-05 | Montepaschi Siena 2004-05 |
| Giocatori                 | Staff tecnico             |
| ------------------------- | ------------------------- |

| N. | Naz.                                                        | Ruolo | Nome                | Anno | Alt.   | Peso   |  |
| -- | ----------------------------------------------------------- | ----- | ------------------- | ---- | ------ | ------ |  |
| 4  | Macedonia del Nord (bandiera)                               | P     | Vrbica Stefanov     | 1973 | 188 cm | 75 kg  |  |
| 5  | Lituania (bandiera)                                         | A     | Mindaugas Žukauskas | 1975 | 202 cm | 98 kg  |  |
| 6  | Italia (bandiera)                                           | AG    | Giacomo Galanda     | 1975 | 210 cm | 110 kg |  |
| 7  | Italia (bandiera)                                           | P     | Valerio Circosta    | 1987 | 185 cm | 70 kg  |  |
| 7  | Slovenia (bandiera)                                         | AP    | Gregor Hafnar       | 1977 | 195 cm | 86 kg  |  |
| 8  | Nigeria (bandiera) · Italia (bandiera)                      | C     | Benjamin Eze        | 1981 | 208 cm | 115 kg |  |
| 9  | Stati Uniti (bandiera) · Isole Vergini Americane (bandiera) | PG    | David Vanterpool    | 1973 | 194 cm | 85 kg  |  |
| 10 | Italia (bandiera)                                           | G     | Carlton Myers       | 1971 | 192 cm | 91 kg  |  |
| 11 | Stati Uniti (bandiera)                                      | GA    | Bootsy Thornton     | 1977 | 195 cm | 91 kg  |  |
| 12 | Serbia e Montenegro (bandiera) · Grecia (bandiera)          | GA    | Vladimir Petrović   | 1977 | 198 cm |        |  |
| 13 | Italia (bandiera)                                           | A     | Luigi Datome        | 1987 | 201 cm | 90 kg  |  |
| 14 | Italia (bandiera)                                           | C     | Roberto Chiacig (C) | 1974 | 210 cm | 116 kg |  |
| 15 | Grecia (bandiera)                                           | AG    | Michalīs Kakiouzīs  | 1976 | 207 cm | 109 kg |  |
| 16 | Stati Uniti (bandiera)                                      | G     | David Jackson       | 1978 | 195 cm |        |  |
| 17 | Italia (bandiera)                                           | GA    | Andrea Galli        | 1989 | 190 cm |        |  |
| 18 | Italia (bandiera)                                           | P     | Davide Lamma        | 1976 | 191 cm | 88 kg  |  |
| 19 | Italia (bandiera)                                           | P     | Francesco Gergati   | 1987 | 188 cm | 80 kg  |  |
| 20 | Grecia (bandiera)                                           | C     | Euthymīs Rentzias   | 1976 | 212 cm | 118 kg |  |
| -  | Italia (bandiera)                                           | A     | Domenico Barozzi    | 1989 | 199 cm |        |  |
| -  | Italia (bandiera)                                           | A     | Andrea Colli        | 1988 | 201 cm |        |  |
| -  | Italia (bandiera)                                           | AC    | Giacomo Eliantonio  | 1988 | 204 cm | 95 kg  |  |

| Allenatore                                                                                      |
| - Carlo Recalcati                                                                               |
| Assistente/i                                                                                    |
| - Massimiliano Oldoini - Simone Pianigiani Legenda - (C) Capitano - (IN) Inattivo - Infortunato |

## Mercato

### Sessione estiva
| Acquisti | Acquisti          | Acquisti          | Acquisti      | Acquisti |
| R.a      | Nome              | da                | Modalità      |          |
| -------- | ----------------- | ----------------- | ------------- | -------- |
| G        | Carlton Myers     | Virtus Roma       | definitivo    |          |
| C        | Euthymīs Rentzias | Ülkerspor         | definitivo    |          |
| P        | Davide Lamma      | Viola R. Calabria | definitivo    |          |
| C        | Benjamin Eze      | Viola R. Calabria | definitivo    |          |
| C        | Michele Maggioli  | Scandone Avellino | fine prestito |          |
| P        | Francesco Gergati | Campus Varese     | definitivo    |          |

| Cessioni | Cessioni         | Cessioni           | Cessioni       | Cessioni |
| R.       | Nome             | a                  | Modalità       |          |
| -------- | ---------------- | ------------------ | -------------- | -------- |
| GA       | Dušan Vukčević   | Olympiakos         | fine contratto |          |
| AC       | David Andersen   | CSKA Mosca         | fine contratto |          |
| PG       | Marco Sambugaro  | Aironi Novara      | fine contratto |          |
| C        | Michele Maggioli | Jesi Academy       | fine contratto |          |
| PG       | Luca Vitali      | Sutor Montegranaro | fine contratto |          |
| AP       | Ivan Scarponi    | RB Montecatini     | fine contratto |          |
| P        | Simone Berti     | Basket Cecina      | prestito       |          |
| C        | Luca Lechthaler  | Dinamo Sassari     | prestito       |          |
| P        | Tommaso Marino   | Trapani Shark      | fine contratto |          |

### Dopo l'inizio della stagione
| Acquisti | Acquisti          | Acquisti       | Acquisti    | Acquisti   |
| R.       | Nome              | da             | Data        | Modalità   |
| -------- | ----------------- | -------------- | ----------- | ---------- |
| AP       | Gregor Hafnar     | Nea Filadelfia | aprile 2005 | definitivo |
| GA       | Vladimir Petrović | Breogán        | aprile 2005 | definitivo |
| G        | David Jackson     | Free agent     | aprile 2005 | definitivo |

| Cessioni | Cessioni      | Cessioni   | Cessioni   | Cessioni    |
| R.       | Nome          | a          | Data       | Modalità    |
| -------- | ------------- | ---------- | ---------- | ----------- |
| G        | Carlton Myers | Valladolid | marzo 2005 | rescissione |